# Sint-Martinusbrug (Deinze)
De Sint-Martinusbrug is een betonnen liggerbrug over de Leie in Deinze. De brug ligt in de N35, die Zingem met Tielt verbindt.
De brug werd in 1972 gebouwd, is 88 m lang en bestaat uit drie overspanningen: twee zij-overspanningen van 24 m elk en een middenoverspanning van 40 m over de rivier. De breedte bedraagt 33,4 m. De doorvaarthoogte is 9 m.